# Mieszko bytomski
Mieszko bytomski (także nitrzański lub vesprimski) (ur. pomiędzy 1295 a 1305, zm. pomiędzy 4 kwietnia a 10 sierpnia 1344) – książę siewierski 1312–1328 (od ok. 1315 roku tylko formalnie), biskup nitrzański 1328–1334, biskup Veszprém (zachodnie Węgry) 1334–1344.
Mieszko był najmłodszym synem Kazimierza bytomskiego i nieznanego pochodzenia Heleny. Jako piąty z kolei syn księcia bytomskiego Mieszko od dzieciństwa został przeznaczony do stanu duchownego. Pomimo tego w 1312 roku po śmierci Kazimierza uczestniczył w podziale ojcowizny i otrzymał przylegające do Małopolski księstwo siewierskie. Karierę swoją jednak związał z kościołem i już w 1313 roku został członkiem zakonu joannitów.
Dwa lata później razem ze starszym bratem Bolesławem Mieszko wyjechał na Węgry, gdzie korzystając z poparcia swojej siostry a żony Karola Roberta Marii uzurpował sobie w 1315 roku stanowisko przeora węgierskiej prowincji joannitów. W 1318 na wyraźne polecenie papieża zrezygnował z tej godności. Po raz ostatni jako joannita został wspomniany w 1388 r. Zapewne zrezygnował z przynależności do zakonu po objęciu biskupstwa nitrzańskiego.  Po epizodzie związanym z funkcją przeora Mieszko był wiernym pomocnikiem brata Bolesława, który pod koniec życia zrewanżował się pomagając mu w 1328 roku objąć stanowisko biskupa Nitry. Stało się to wbrew stanowisku miejscowej kapituły, którą Bolesław do zgody zdołał nakłonić dopiero w wyniku zagrożenia opornym śmiercią. Ten swoisty zamach na autonomię kapituły, wobec pełnego poparcia okazanego Piastom bytomskim przez Karola Roberta i jego nową żonę Elżbietę Łokietkównę zakończył się pełnym sukcesem. Obejmując biskupstwo Mieszko zdecydował się ostatecznie zrezygnować z księstwa siewierskiego, które przekazał bratu Władysławowi.
Niekanoniczny wybór Mieszka na stanowisko biskupie spowodowało, że rządy w diecezji nie należały do najłatwiejszych. Pomimo tego Piastowicz bytomski dość mocno zaangażował się w działalność mającą na celu podniesienie znaczenia swojej biskupiej stolicy decydując się na rozpoczęcie z ogromnym rozmachem budowy nowej katedry (dokończonej już po śmierci Mieszka w 1355 roku).
W 1334 roku wobec ciągłych konfliktów z kapitułą Mieszko zdecydował się zostać biskupem w Veszprémie (tym razem za zgodą papieską i miejscowych notabli). Wiązało się to jednocześnie z sięgnięciem do godności kanclerza królowej Elżbiety Łokietkówny (królowa z pewnością pilotowała sprawę zamiany biskupstw), co było niezwykle intratnym stanowiskiem (Mieszko z tytułu pełnienia funkcji kanclerskiej otrzymywał 500 grzywien rocznie z dochodów Elżbiety).
Ostatnie lata życia Mieszka upłynęły pod znakiem ścisłej współpracy z węgierskimi Andegawenami. W 1342 roku uczestniczył w koronacji nowego króla Ludwika, z którym również pozostał w bliskich kontaktach. Zmarł w 1344 roku i został pochowany w katedrze weszpremskiej.